# Моловата-Ноуа
Моловата-Ноуа (Нова Моловата) (рум. Molovata Nouă) — село в Дубесарському районі Молдови. Утворює окрему комуну. Село розташоване на лівому березі Дністра.
Під час Придністровського конфлікту в 1992 році село знаходилось в безпосередній близькості від важких боїв. Після війни село Нова Моловата залишилось під контролем Молдови, тоді як село Роги, що згідно з молдовським адміністративно-територіальним поділом входить до складу цієї комуни, частково контролюється придністровською владою.

## Населення
Згідно з Переписом населення Молдови 2004 року, село нараховувало 1851 жителів. З них 1824 етнічні молдовани, 23 — етнічні меншини і 4 не визначено.

## Відомі люди
- Анатол Кодру — молдовський письменник.

1. ↑  http://new.earthtools.org/height/47.3386111111/29.0905555556